# Jean-Claude Briavoine
Jean-Claude Briavoine (* 7. Oktober 1934 in La Couture-Boussey) ist ein ehemaliger französischer Autorennfahrer und Rallye-Raid-Pilot.

## Rallye Raid
Seit Beginn der Rallye Dakar war Briavoine beinahe jedes Jahr bei dieser Motorsportveranstaltung am Start. 1981 wurde er Dritter in der Gesamtwertung für Automobile. Die Dakar 1982 und 1983 beendete er als Zweiter. 1983 hinter Jacky Ickx und Claude Brasseur im Mercedes 280G. Briavoine selbst bestritt die Rennen auf einem Lada Taiga.

## Sportwagenrennen
Neben seinen Engagements als Rally-Raid-Fahrer fuhr der Franzose auch einige Sportwagenrennen, darunter 1977 und 1978 das 24-Stunden-Rennen von Le Mans. 1977 fiel er aus; 1978 beendete der das Rennen als Partner von Christian Bussi und André Gahinet als 17. der Gesamtwertung.

## Statistik

### Le-Mans-Ergebnisse
| Jahr | Team           | Fahrzeug                | Teamkollege     | Teamkollege    | Platzierung | Ausfallgrund         |
| ---- | -------------- | ----------------------- | --------------- | -------------- | ----------- | -------------------- |
| 1977 | Bernard Béguin | Porsche 911 Carrera RSR | Robert Boubet   | Bernard Béguin | Ausfall     | überhitzter Zylinder |
| 1978 | André Gahinet  | Porsche 934             | Christian Bussi | André Gahinet  | Rang 17     |                      |

### Einzelergebnisse in der Sportwagen-Weltmeisterschaft
| Saison | Team          | Rennwagen   | 1   | 2   | 3   | 4   | 5   | 6   | 7   | 8   | 9   | 10  | 11  | 12  | 13  |
| ------ | ------------- | ----------- | --- | --- | --- | --- | --- | --- | --- | --- | --- | --- | --- | --- | --- |
| 1978   | André Gahinet | Porsche 934 | DAY | SEB | MUG | TAL | DIJ | SIL | NÜR | LEM | MIS | DAY | WAT | VAL | ROD |
| 1978   | André Gahinet | Porsche 934 |     |     |     |     | 17  |     |     |     |     |     |     |     |     |